# Борумуа
Борумуа (фр. Bosroumois) — новая коммуна на севере Франции, регион Нормандия, департамент Эр, округ Берне, кантон Гран-Буртерульд. Расположена в 27 км к юго-западу от Руана и в 46 км к северо-западу от Эврё, в 10 км от автомагистралей А13 «Нормандия» и А28.
Население (2018) — 3 613 человек.

## История
Коммуна образована 1 января 2017 года путем слияния двух коммун:
- Бонорман
- Ле-Боск-Роже-ан-Румуа

Центром коммуны является Ле-Боск-Роже-ан-Румуа. От неё к новой коммуне перешли почтовый индекс и код INSEE. На картах в качестве координат Борумуа указываются координаты Ле-Боск-Роже-ан-Румуа.

## Достопримечательности
- Церковь Святого Петра в Ле-Боск-Роже-ан-Румуа
- Церковь Святого Альбина (Сент-Обен) XVII—XIX веков в Бонормане
- Руины шато XVII века в Бонормане

## Экономика
Структура занятости населения:
- сельское хозяйство — 2,7 %
- промышленность — 5,9 %
- строительство — 10,6 %
- торговля, транспорт и сфера услуг — 56,7 %
- государственные и муниципальные службы — 24,2 %

Уровень безработицы (2017) — 8,4 % (Франция в целом — 13,4 %, департамент Эр — 13,4 %). 

Среднегодовой доход на 1 человека, евро (2018) — 24 380 (Франция в целом — 21 730, департамент Эр — 21 700).

## Администрация
Пост мэра Борумуа с 2017 года занимает член партии Республиканцы Филипп Ванёль (Philippe Vanheule). На муниципальных выборах 2020 года возглавляемый им список был единственным.
| Период | Период | Фамилия       | Партия        | Примечания |
| ------ | ------ | ------------- | ------------- | ---------- |
| 2017   |        | Филипп Ванёль | Республиканцы | фермер     |